# Geolycosa conspersa
Geolycosa conspersa este o specie de păianjeni din genul Geolycosa, familia Lycosidae. A fost descrisă pentru prima dată de Thorell, 1877. Conform Catalogue of Life specia Geolycosa conspersa nu are subspecii cunoscute.